# Dalea capitata
Dalea capitata är en ärtväxtart som beskrevs av Sereno Watson. Dalea capitata ingår i släktet Dalea, och familjen ärtväxter.

## Underarter
Arten delas in i följande underarter:
- D. c. capitata
- D. c. lupinocalyx
- D. c. pseudo-hospes
- D. c. quinqueflora